# Плиски
Пли́ски — село в Україні, у Плисківській сільській громаді Ніжинського району Чернігівській області. Центр Плисківської сільської громади. Населення — 1010 осіб (2017 рік).

## Географія
Село розташоване на сході району, за 18 км від міста Борзна (автошляхами — близько 21 км). Висота над рівнем моря — 137 м. У 1868 році на території села відкрито вантажно-пасажирську станцію Південно-Західної залізниці (тоді Курсько-Київської) «Плиски».

## Населення

### Мова
Розподіл населення за рідною мовою за даними перепису 2001 року:
| Мова            | Кількість | Відсоток |
| --------------- | --------- | -------- |
| українська      | 1312      | 98.43 %  |
| російська       | 13        | 0.98 %   |
| вірменська      | 6         | 0.45 %   |
| румунська       | 1         | 0.07 %   |
| інші/не вказали | 1         | 0.07 %   |
| Усього          | 1333      | 100 %    |

## Символіка
Герб села є промовистим. Зелений щит із зубчастою срібною основою. На зеленому полі срібна пташка плиска вправо сидить на золотій яблуневій гілці зі срібними квітами. У срібній основі дві сині стріли, горизонтально одна над одною, наконечниками в протилежні боки. Щит обрамовано декоративним картушем та увінчано золотою сільською короною.

## Історія
Історик Сергій Буда стверджував, що, хоча, офіційна назва села Плиски, його справжньою назвою є Плиска.
Село Плиски засноване у складі Речі Посполитої у першій половині XVII століття. З 1648 року — у складі Ніжинського полку Гетьманської України.
З 1876 року на хуторі неподалік від Плисків (нині с. Шевченка) жив і працював живописець, художник-передвижник, майстер портретів Ге Микола Миколайович. У жовтні 1884 року до нього приїздив російський письменник і громадський діяч Лев Миколайович Толстой.
Під час революції 1905—1907 років в Плисках відбувся виступ селян, який 11 серпня 1906 року був придушений каральним загоном, що прибув з Борзни.
З 1917 року — у складі УНР. У добу Української держави гетьмана Павла Скоропадського 1918 року в Плисках діяв партизанський загін. З денікінцями вів боротьбу партизанський загін під керівництвом К. А. Губаря.
У 1923 - 1930 рр. село  було адміністративним центром Плисківського району Конотопської округи, Чернігівської губернії, 830 дворів, 4340 мешканців. 
1929 року комуністична влада почала систематичний терор проти сільського населення. На початку 1930-х заганяла в колгоспи. Комуністи вдалися до організації убивств мешканців Плисок голодом. Марія Романчук, 1912 року народження, свідчить:
| Активісти — «камсамольці» (так вимовляла мати) ходили по хатах і вимітали, часто в прямому розумінні, все їстівне. Коли зерна не було, то забирали й квасолю. Її бабуся вирішила схитрувати. Розсипала по горищу з відро зерна, перемішаного з половою, ніби це просто сміття. Та ті активісти вже знали про всі нехитрі прийоми голодних людей. Вони взяли віник, змели все і забрали, незважаючи на сиріт. Іншим разом закопали скількись картоплі, щоб було що весною посадити на городі. Прийшли із щупами, знайшли, все забрали. І найвражаючий епізод… Меншому материному братові в 1933 р. було 12-13 років. Він зранку гнав у поле пасти корову до вечора. На увесь день йому давали пляшку молока і «маторжаників». Це такі коржики із полови, зілля, кори тощо І от одного дня десь опівдні приходить до них сусідський хлопець Шура, ровесник брата Івана. Він теж пастушок, прийшов з поля і каже, що Ваня просив передати йому їсти. Ми, каже мати, здивувалися. Адже брат знав, що ми дали йому з собою, що могли. Та все-таки кілька маторжаників знайшлося і хлопцю віддали. Увечері, коли вже Іван був вдома, прийшов батько того Шури і питає брата, де його син. А Іван сказав, що він ще вдень пішов до села і не вернувся. Почали шукати і знайшли того хлопця мертвого за селом. Назад до пастушків він не дійшов і не врятували його ті маторжаники. Ясна річ, брат не посилав його до своїх за їжею, голодна дитина сама придумала спосіб як трохи підживитися. Та це його вже не врятувало. |
Радянська влада довела мешканців села до людоїдства. Частина батьків, відчуваючи небезпеку вбивства дітей з боку хворих на голодний психоз односельців, підкидали їх до товарних вагонів. Ті, хто вижив, потрапляли до сиротинців.

Пам'ятник землякам, які загинули в часи Другої світової війни у Плисках

Одночасно в селі проводилися арешти незгідних із політикою СРСР, частину з яких депортували у соловецький концентраційний табір (СТОН).
11 вересня 1941 року село було окуповане військами нацистської Німеччини. У роки німецької окупації 1941–1943 років гітлерівці спалили тут 59 дворів, розстріляли 548 радянських військовополонених і мирних жителів, живцем спалили 28 осіб, на примусові роботи в Німеччину виїхали 125 осіб. За період відсутності в селі сталіністів жодна людина не померла від голоду, і навіть не була доведена до голодного психозу. Тим більше не було випадків канібалізму, добре відомих у часи комуністичної влади[джерело?].
На фронтах Другій світовій війні у складі РСЧА перебували 510 жителів Плисок, 352 — загинули. На честь загиблих односельців в селі споруджено обеліск. Пам'ятники також встановлені на братських могилах мирних жителів і військовополонених, радянських воїнів і зенітниць, загиблих від нальоту німецької авіації. Проте жодного пам'ятника на честь убитих голодом односельців місцева влада так і не встановила.
Вже 1946 року комуністи почали організацію в селі нового голодомору. На початок 1947 медичними установами реєструються масові випадки дистрофії, яка спричинена грабунками озброєних комуністів:
| У 1947 році людей помирало менше… Люди намагалися вижити, їхали кудись, щоб добути харчі. Та не всім вдавалося донести їх додому. На станції (у нашому селі своя станція) чергували міліціонери, вони зустрічали всіх, хто з поїздів сходив, обшукували і відбирали продукти, звинувачуючи людей у спекуляції. Мати згадувала одного чоловіка, який до кінця життя розповідав, і при цьому плакав, як він добув десь трохи харчів, вийшов з потяга, а тут міліція, все забрали, хоч він благав, що в нього вдома пухла дружина і діти. Не помогло… |
У селі знаходилася центральна садиба колгоспу «XXII партз'їзд», за яким було закріплено 6406 гектарів сільськогосподарських угідь, у тому числі 4648 га орної землі. Це було багатогалузеве господарство, де вирощували зернові культури, картоплю, цукровий буряк, льон, овочі, займалося м'ясо-молочним тваринництвом і птахівництвом. Нині це агрофірма ТОВ «Агросервіс».
В жовтні 2017 року була утворена Плисківська територіальна громада внаслідок об'єднання чотирьох сільських рад: Плисківської сільської ради, Махнівської сільської ради, Сиволозької сільської ради, Великозагорівської сільської ради.
У 2020 році в результаті адмінреформи Борзнянський район куди входило село до 2020 року ліквідовано, а населений пункт увійшов до Ніжинського району.

## Інфраструктура
У Плисках працюють три підприємства: ТОВ «Плиски-Агро», ТОВ «Агросервіс», ТОВ «Мисливське господарство „Плисецьке“». У селі є загальноосвітня школа, будинок культури, бібліотека, дільнича амбулаторія, магазини, поштове відділення.

## Школа
Школа у Плисках заснована в 1869 році.
У 1873—1874 роках у земській школі працювали народники Іван Трезвинський та Текля Донецька. Окрім викладання, вони займалися революційною пропагандою серед селян. Наприкінці серпня їх діяльність була викрита владою.
У 1938 відбувся випуск учнів, серед яких були Ольга Головач, Іван Нечай, Дмитро Ходич, Григорій Шкура та інші. В 1942–1943 роках випускників не було.
Школа відома такими своїми випускниками як:
- Павло Попович — доктор сільськогосподарських наук, який багато років у Новосілках займався науковою роботою з питань садівництва;
- Олексій Тишенко — кандидат сільськогосподарських наук;
- Ніна Турчин — кандидат біологічних наук;
- Любов Борсук — доктор сільськогосподарських наук;
- Олексій Кириченко — генерал-лейтенант залізничних військ;
- Лариса Мармуль — доктор економічних наук;
- Ігор Смаль — кандидат географічних наук;
- Володимир Чернявський — лікар, автор робіт з психіатрії;
- Михайло Голиця — заступник голови Київської міськради.

В різний час директорами школи були:
- Павло Антонович Сипливий;
- Андрій Іванович Даниленко;
- Анатолій Сидорович Данилюк;
- Євген Андрійович Ткач;
- Михайло Миколайович Свєчніков;
- Антоніна Тарасівна Яременко (2006 — …);
- Андрій Андрійович Крижановський (з 2020 року).

## Галерея М. Ґе у Плисках

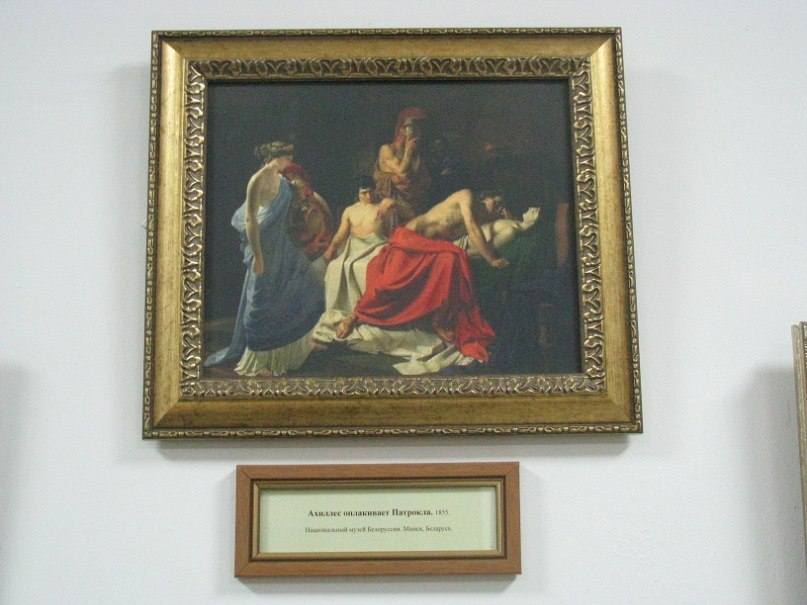
Репродукція картини М. Ге «Ахіллес оплакує Патрокла»

До 180-річчя з дня народження М. Ґе, українського і російського живописця, останній період творчості якого був пов'язаний з Плисками, у селі було відкрито виставку репродукцій робіт майстра. Вагому роль в організації виставки взяли співробітники Київської національної картинної галереї. Меценатом виступив підприємець Михайло Голиця, якому зазначив з приводу цієї події:

| «Приходить час – і ті слова, до яких ти звик, як до красивих ліричних пасажів – відкривають тобі глибинний зміст. Звичайно, я знав історію рідного села тісно пов’язану з іменем художника Миколи Ґе, але пріоритетами мого життя були професійні, суспільні щаблі зростання. Я довго йшов до пізнання творчого генія Великого Живописця, але цей час не був для мене втраченим – він приніс мені згоду з собою, впевненість у думках і вчинках – чого і бажаю Вам, мої глибоко шановні земляки, мої сучасники.». |

## Спорт

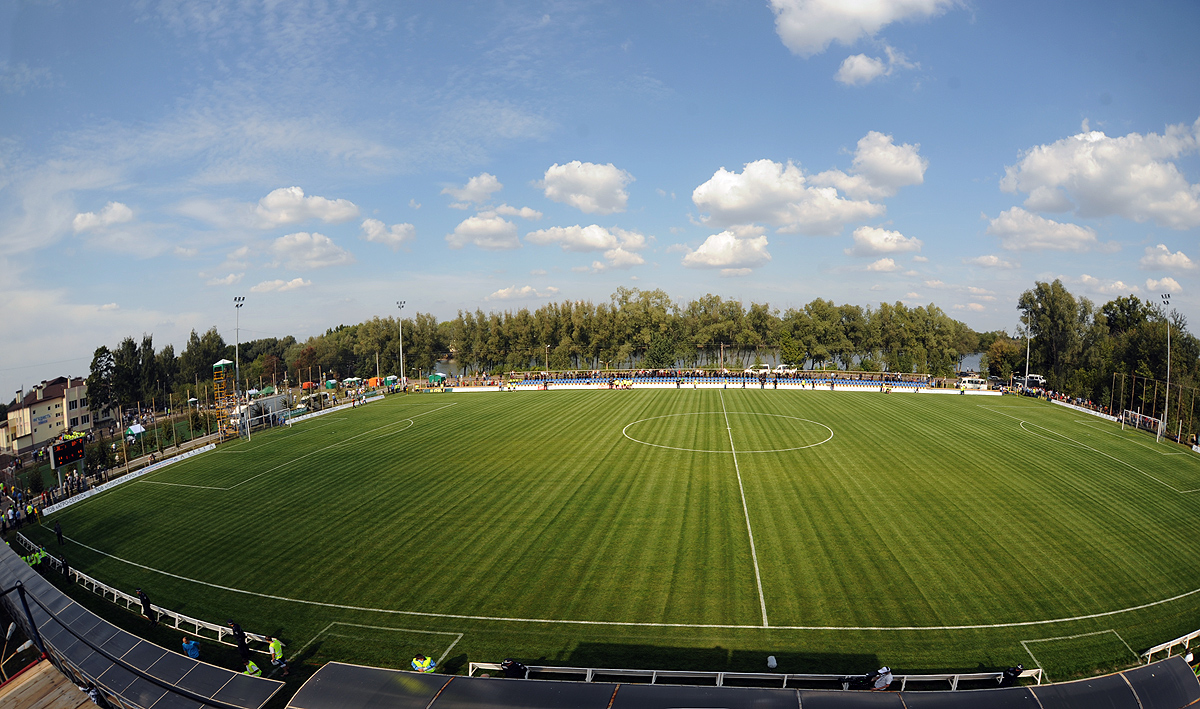
Стадіон «Єдність»

Село відоме тим, що тут є футбольна команда «Єдність» (Плиски), яка грала у другій лізі чемпіонату України. «Єдність» була створена у 2001 році, і в першому ж сезоні команда виграла чемпіонат Борзнянського району. У 2004 році клуб отримав професійний статус, заявившись до другої ліги чемпіонату України, де грав до сезону 20012/13 року включно. Найвище досягнення у чемпіонаті «Єдність» здобула в сезоні 2006/07 років, посівши 3-е місце в групі А, проте після цього сезону команда скотилася в середину таблицю і більше не боролась за підвищення у класі. У Кубку України найвищим досягненням команди стала 1/8 фіналу сезону 2009—2010. Суперником команди другої ліги на цьому етапі став володар Кубка УЄФА донецький «Шахтар». Матч закінчився з рахунком 1:3 на користь донеччан і зібрав рекордну для Плисок аудиторію — 6000 глядачів.
В 2016 році у селі було відкрито футбольне поле зі штучним покриттям, яке стало першим полем в області зі штучною поверхнею високої якості. Покриття стійке до зношування та дозволяє грати на ньому в будь-яку пору року.
Домашні матчі «Єдність» проводить на стадіоні, що вміщає 1500 глядачів. Стадіон обладнаний електронним табло, освітленням. Також в селі є ще три поля, два з яких зі штучного покриття. В інфраструктуру клубу також входять готель, кафе, сауна та міні-кінозал. В літні місяці до села приїздять діти з різних сіл та міст, щоб тренуватися і відпочивати. Живуть і харчуються вони у хотелі.
У приміщенні готеля при футбольному клубі розгорнуто виставку репродукцій творів Миколи Ге.

## Відомі особистості

### Уродженці села
- Ковалівська Валентина Олександрівна (1953) — українська поетеса. Валентина Олександрівна закінчила Броварську СШ№ 1, філологічний факультет КНУ ім. Т. Г. Шевченка. Працює (з 1979 р.) коректором Броварської газети «Нове життя». Секретар Броварського літературно-мистецького об'єднання «Криниця» (з 1968 р.)[15]. Друкується в періодиці.
- Мольнар Лариса Петрівна (1928) — українська письменниця, перекладач.
- Петрункевич Іван Ілліч — російський політик українського походження, один із засновників партії кадетів.
- Петрункевич Олександр Іванович — американський ентомолог і палеонтолог українського походження.
- Попович Павло Данилович (1926—1987) — український науковець-ґрунтознавець, помолог, доктор сільськогосподарських наук.